# Бачка-Топола (община)
Бачка-Топола (серб. Бачка Топола) — община в Сербии, входит в Северно-Бачский округ.
Население общины составляет 36 051 человек (2007 год), плотность населения составляет 60 чел./км². Занимаемая площадь — 596 км², из них 91,6 % используется в промышленных целях.
Административный центр общины — город Бачка-Топола. Община Бачка-Топола состоит из 23 населённых пунктов, средняя площадь населённого пункта — 25,9 км².

## Статистика населения общины
| Год  | Население, чел. |
| ---- | --------------- |
| 1991 | 39 760          |
| 2001 | 38 383          |
| 2002 | 38 162          |
| 2003 | 37 824          |
| 2004 | 37 427          |
| 2005 | 37 005          |
| 2006 | 36 550          |
| 2007 | 36 051          |

Этническая структура общины согласно переписи 2002 года:
- Венгры — 22 543 (58,94 %)
- Сербы — 11 454 (29,94 %)
- Югославы — 831 (2,17 %)
- Черногорцы — 547 (1,43 %)
- Хорваты — 454 (1,18 %)
- остальные 8,3 %

## Населённые пункты
| - Багремово - Байша - Бачка-Топола - Бачки-Соколац - Богараш - Горня-Рогатица - Гунарош - Зобнатица | - Кавило - Караджорджево - Кривая - Мали-Београд - Мичуново - Ново-Орахово - Негошево - Оборняча | - Томиславци (ранее Орешкович) - Панония - Пачир - Победа - Светичево - Средни-Салаш - Стара-Моравица |

## Социально значимые объекты
В общине есть 9 основных и 3 средних школы.